# ケアオ・コスタ
ケアオ・コスタ（Keao Costa）は、アメリカ合衆国ハワイ州オアフ島パパコーレア（Papakōlea）出身のハワイアンミュージックのミュージシャン、歌手、ベーシストである。ナ・ホク・ハノハノ賞を複数回受賞しているグループ「ナー・パラパライ」のメンバーとして、またソロアーティストとしても活動している。ハワイ音楽界において、その歌声は広く認知されている。

## 来歴
オアフ島パパコーレアのアニアニクー（Anianikū）にあるアイナ・ホオプラプラ（ʻāina hoʻopulapula、ハワイアンホームランド）で育つ。幼い頃より、家族がガレージで夜通し音楽を奏でるのを聴いて育ち、クプナ（先祖、年長者）、家族、仲間たちの音楽から強い影響を受けた。中学校で歌い始めた。ダミアン・メモリアル・スクールの卒業生（1994年卒と推定される）。

### ナー・パラパライ
ナー・パラパライのオリジナルメンバーの一人として、クアナ・トレス・カヘレ、ケハウ・タムレと共に活動を開始。グループは2003年のナ・ホク・ハノハノ賞でアルバム『Makani ʻOluʻolu』により主要5部門を受賞するなど、ハワイ音楽シーンで大きな成功を収めた。活動休止期間を経て、2018年にはオリジナルメンバー3人で再結集し、ライブアルバム『Hoʻopili Hou (Live)』をリリース、その後もコンサート活動などを行っている。

### ソロ活動・その他の活動
ソロアーティストとしても活動しており、1997年にはアルバム『Whee-Ha!』をリリースしている。その後、20年以上を経てソロアルバム『Aloha Oʻahu』をリリース。このアルバムにはカマコア・リンジー＝アシン (Kamakoa Lindsey-Asing)、ハレハク・シーベリー＝アカカ (Halehaku Seabury-Akaka)、アリカ・ヤング (Alika Young)、ジェフ・アウ・ホイ (Jeff Au Hoy)、ケイシー・オルセン (Casey Olsen) といったミュージシャンが参加している。
ベーシストとしても活動し、他のアーティストのレコーディングやライブに参加している。
- 2018年：マディソン・スコット (Madison Scott) のアルバム『Na Mele Punahele』に参加[12]。
- 2025年：ポマイカイ・ライマン (Pōmaikaʻi Lyman) のPBS Hawaiʻiの番組『Nā Mele』に伴奏ベーシストとして出演[13]。

地域コミュニティへの貢献も行っており、2020年にはハワイ教育局などが主催した子供向けのオンラインイベントでハワイの物語の読み聞かせを担当。2016年や2024年には、イベントでのパフォーマンスも行っている。
2019年には、マウナケア問題に触発されて制作され、ハワイの著名なアーティストが多数参加した楽曲およびミュージックビデオ「Kū Haʻaheo E Kuʻu Hawaiʻi」において、主要なソロボーカリストの一人として参加した。このプロジェクトは大きな注目を集め、ハワイコミュニティ内外で広く共有された。
日本においても、ワークショップの開催やライブ出演などの活動を行っている。日本のミュージシャン日下貴博が、長年にわたり彼の日本での活動をサポートしているとされる。

## ディスコグラフィ

### ソロアルバム
- Whee-Ha! (1997年)[10]
- Aloha Oʻahu (リリース年不明)[11][1]

### ナー・パラパライ
- Makani ʻOluʻolu (2002)
- Ka Pua Hae Hawaiʻi (2006)
- Nānea (2009)
- Hoʻopili Hou (Live) (2018)

など

### 主な参加作品
- マディソン・スコット - Na Mele Punahele (2018) [12]
- Various Artists - Kūhaʻo Maunakea (2019) - 楽曲「Kū Haʻaheo E Kuʻu Hawaiʻi」に参加[16]